# رگ بورهام
رگ بورهام (انگلیسی: Reg Boreham؛ 27 May 1896 – ۱۹۷۶ (۷۹−۸۰ سال)) بازیکن فوتبال بود.